# Oktawia Płomińska
Oktawia Płomińska (ur. 5 października 1998 w Piotrkowie Trybunalskim) – polska piłkarka ręczna, grająca na pozycji skrzydłowej.

## Życiorys
Jest wychowanką klubu UKS PR Ruchu Chorzów, w którym występowała przez 5 lat. W 2013 roku przeniosła się do KPR Ruch Chorzów, gdzie 2 lata później zaliczyła debiut w najwyższej klasie rozrywkowej w Polsce rzucając w pierwszym sezonie 52 bramki w 19 meczach. W 2017 roku związała się 3 letnim kontraktem z SPR Pogoń Szczecin. W 2019 rok wraz ze szczecińskim klubem zdobyła srebrny medal Pucharu Polski, oraz srebrny medal w EHF Challenge Cup. W 2019 związała się z pierwszoligowym zespołem MTS Żory. W marcu 2020 powróciła do Superligi, podpisując kontrakt z MKS Piotrcovią Piotrków Trybunalski.
W reprezentacji Polski seniorek zadebiutowała 18 marca 2021 w towarzyskim meczu z Czeszkami (24:21), w którym zdobyła trzy bramki. Wystąpiła na mistrzostwach świata w 2021.

## Sukcesy
- Puchar Polski:
  -  2018, 2019
- EHF Challenge Cup:
  -  2019
- Mistrzostwa Polski Juniorek:
  -  2015, 2016, 2017